# Phoenicagrion flavescens
Phoenicagrion flavescens – gatunek ważki z rodziny łątkowatych (Coenagrionidae).